# 巴西利亞國家公園

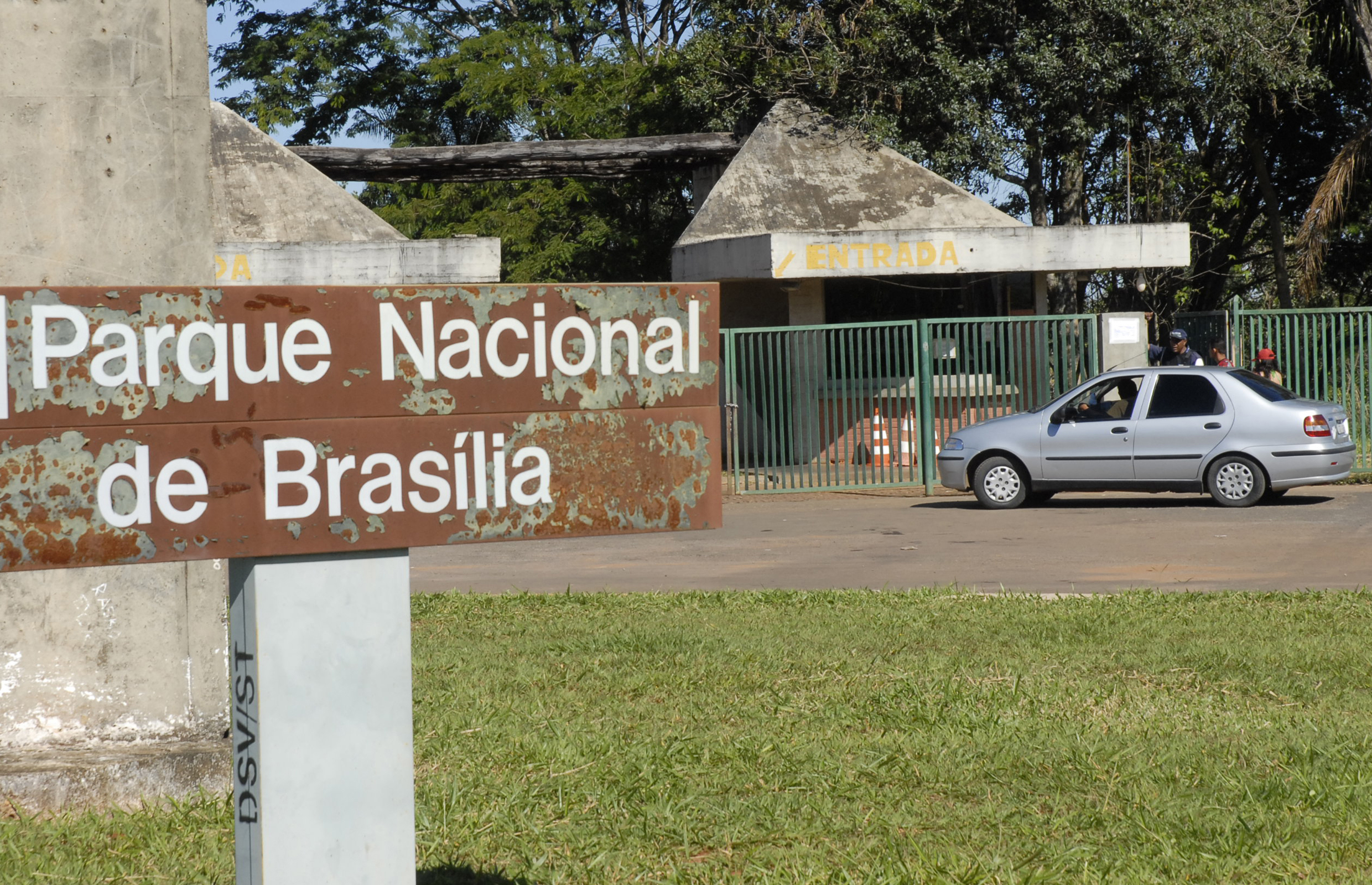

15°44′17″S 47°55′36″W / 15.738056°S 47.926667°W
巴西利亞國家公園（葡萄牙語：Parque Nacional de Brasília），是巴西的國家公園，位於該國中部聯邦區，成立於1961年11月29日，佔地4.2萬公頃，每年平均降雨量1,675毫米。